# Mykoła Nahorianski
Mykoła Nahorianski, pol. Mikołaj Nagórzański (ur. 12 lutego 1879, zm. 12 listopada 1943 w Warszawie) – ksiądz greckokatolicki, prałat, doktor teologii, tajny szambelan papieski, dziekan Wojska Polskiego.

## Życiorys
Urodził się 12 lutego 1879. W 1907 roku otrzymał święcenia kapłańskie. Pełnił funkcję wojskowego kapelana greckokatolickiego w Wojsku Polskim. 3 maja 1922 roku został zweryfikowany w stopniu dziekana ze starszeństwem z 1 czerwca 1919 roku i 5. lokatą w duchowieństwie wojskowym wyznania rzymskokatolickiego
.
W latach 1928–1932 w Polowej Kurii Biskupiej w Warszawie zajmował stanowisko notariusza i radcy do spraw greckokatolickich oraz pełnił funkcje członka Komisji Egzaminacyjnej, sędziego prosynodalnego w Sądzie Biskupim i cenzora ksiąg religijnych, a także administratora parafii obrządku greckokatolickiego w Warszawie.
Mianowany przez papieża Piusa XI administratorem Apostolskiej Administracji Łemkowszczyzny 13 stycznia 1934, nie przyjął funkcji, tłumacząc się podeszłym wiekiem i złym stanem zdrowia.

## Ordery i odznaczenia
- Medal Pamiątkowy za Wojnę 1918–1921[10]
- Medal Dziesięciolecia Odzyskanej Niepodległości[10]
- papieski Krzyż Pro Ecclesia et Pontifice